# Zach Pfeffer
Zachary Louis Pfeffer (Dresher, 6 gennaio 1995) è un ex calciatore statunitense, di ruolo centrocampista.